# Euroregion Szeszupa
Euroregion Szeszupa – porozumienie o współpracy transgranicznej między Polską, Litwą, Rosją i Szwecją.
Na graniczących z Polską obszarach Litwy i Rosji (Obwód królewiecki) samorządy kilku litewskich i rosyjskich jednostek terytorialnych podpisały 24 kwietnia 2003 r. porozumienie o współpracy transgranicznej o nazwie Euroregion Szeszupa. Chęć przystąpienia do porozumienia zadeklarowały dwie gminy polskie z województwa warmińsko-mazurskiego (Gołdap i Kowale Oleckie) oraz jedna gmina szwedzka. Ze strony Polski procedury formalno-prawne nie zostały jeszcze zakończone.